# Akotropis flaveola
Akotropis flaveola är en insektsart som beskrevs av Matsumura 1914. Akotropis flaveola ingår i släktet Akotropis och familjen vedstritar. Inga underarter finns listade i Catalogue of Life.